# Telegraph Act de 1869
Pour les articles homonymes, voir Télégraphe (homonymie).
Le Telegraph Act de 1869 a institué des tarifs attractifs pour les agences de presse britanniques à une époque où les coûts des communications étaient un obstacle à leur développement.

## Contexte
La loi est votée à la Chambre des communes, sur fond de mécontentement des journaux de province anglais contre les compagnies anglaises de télégraphe, accusées de les rançonner par des pratiques monopolistiques,
La British and Irish Magnetic et l'Electric and International Telegraph Company avaient fusionné dans les années 1850 et envoyaient aux journaux un service de 4000 mots, effectué en interne, souvent tardif et peu fiable
Un premier "Telegraph Act" de 1864 donne au Post Office plus de pouvoir d'intervention sur le réseau, qui est ensuite endommagé par une grosse tempête en 1866. 
Les compagnies anglaises de télégraphe sont nationalisées par le gouvernement de Londres, la même année, par la loi du 31 juillet 1868, proposée par le gouvernement conservateur de Benjamin Disraeli. 
Aux États-Unis, la Western Associated Press avait été créée en 1865, après trois années de réunions entre journaux, pour protester contre la lenteur des services télégraphiques de la New York Associated Press pour les quotidiens de l'ouest, en particulier dans la région des Grands lacs. Les quotidiens y étaient très déçus de ne pas pouvoir profiter d'une heure de parution plus tardive que ceux de la côte Ouest pour insérer dans leur pages les dernières nouvelles de la Guerre de Sécession. Autre motif d'inquiétude, en 1866, le directeur de New York Associated Press est approché par le géant du télégraphe, la Western Union, pour créer une société mélangeant la production de l'information et son transport.

## Contenu
Le texte de loi du Telegraph Act de 1869 prévoit un accès privilégié pour les agences de presse au télégraphe. Il stipule que les tarifs doivent être aménagés pour favoriser leur activité, en assurant une couverture complète des évènements, avec des tarifs dégressifs en fonction de la durée de la transmission, pour ne pas limiter le marché aux seules annonces événementielles. L'anecdote veut que ces avantages aient été prévus par William Ewart Gladstone, premier ministre de 1868 à 1874, qui avait la réputation de parler lentement, mais dont les discours étaient décortiqués avec attention.

## Promoteurs
L'un des plus ardents lobbyistes fut  William Saunders (journaliste), qui avait créé à l'âge de 37 ans le Western Morning News de Plymouth en 1860 avec son beau-frère Edward Spender, ce qui déclenche la fondation par le radical Isaac Latimer du Western Daily Mercury, la même année. Tous deux créent ensuite l'Eastern Morning News de Hull. En 1863 il fonda sa propre agence de presse, la "Central Press", pour concurrencer Reuters sur le marché des journaux de province, à un coût plus modéré, permettant la diffusion de nouvelles plus en rapport avec leurs besoins.

## Conséquence
Accompagné d'une nationalisation des services de télégraphie, cette législation britannique a coïncidé avec  la création de la Press Association et de l'agence Central News, tout en renforçant le rôle central de Londres dans le réseau télégraphique mondial, à l'intersection des liens vers l'Inde, achevés en 1871 et vers les États-Unis, opérationnels à partir de 1866. En 1877, les réseaux télégraphiques britanniques ont une longueur de 103 068 km sur les 118 507 km du réseau mondial. En 1872, une troisième agence de presse The Exchange Company, future Extel, est créé pour poser un nouveau câble transatlantique.

## Version française
Les lois sur le télégraphe de 1878, votées en mars et avril par le Parlement français ont essayé de transposer dans l'hexagone le Telegraph Act de 1869, avec l'instauration d'un tarif réduit pour les dépêches transmises de 16H à 10H par le télégraphe,mais en modifiant son esprit. Alors que l'Angleterre avait nationalisé les opérateurs, comme la British and Irish Magnetic et l'Electric and International Telegraph Company elles eurent au contraire pour effet la fin du monopole d’État sur le télégraphe en France. Trois plus tard, la loi de 1881 consacrait la Liberté de la Presse en France.
Une série de lois votées en mars et avril 1878 réduit les taxes postales, dont le tarif des journaux de même que les taxes télégraphiques. En supprimant le monopole des  Postes et Télégraphes, elles vont permette à Agence Havas d'installer des bureaux télégraphiques à elle, dans ses différentes succursales de Province, sans dépendre de l'administration des postes.